# بولي آن يونغ
بولي آن يونغ (بالإنجليزية: Polly Ann Young)‏ (25 أكتوبر 1908 - 21 يناير 1997) ممثلة سينمائية أمريكية .

## روابط خارجية
- بولي آن يونغ على موقع IMDb (الإنجليزية)
- بولي آن يونغ على موقع ألو سيني (الفرنسية)
- بولي آن يونغ على موقع أول موفي (الإنجليزية)
- بولي آن يونغ على موقع قاعدة بيانات الفيلم (الإنجليزية)
- بولي آن يونغ على موقع كينوبويسك (الروسية)